# Syllis compacta
Syllis compacta är en ringmaskart som beskrevs av Gravier 1900. Syllis compacta ingår i släktet Syllis och familjen Syllidae. Inga underarter finns listade i Catalogue of Life.